# Lateinschule Gemmingen
Die Lateinschule in Gemmingen im heutigen Landkreis Heilbronn im nördlichen Baden-Württemberg war eine Lateinschule, die ab 1521 rund 100 Jahre bestand.
1521 gründete Wolf von Gemmingen eine Lateinschule, die den adeligen Söhnen die Bildung für ein späteres Studium an der Universität vermitteln sollte. Wolf von Gemmingen und seine Brüder Philipp und Dietrich waren bereits zu jener Zeit reformatorisch gesinnt und scharten bald eine größere Zahl von reformatorischen und von ihren bisherigen Wirkstätten vertriebenen Geistlichen und Gelehrten um sich. Der Stadt Heilbronn empfahlen Wolf und Philipp 1527 nach dem Tode Dietrichs dessen Guttenberger Prediger Kaspar Gretter als Leiter der Heilbronner Lateinschule. Der Gemminger Lateinschule standen unterdessen anfangs der Gemminger Pfarrer Buss und ab 1531 der Magister Franciscus Irenicus vor. Irenicus starb in Gemmingen und wurde auch dort begraben, sein Grabstein kam beim Neubau der Gemminger Kirche 1846/47 in den Garten beim Unterschloss Gemmingen.
Bekannte Schüler dieser Lateinschule waren Reinhard von Gemmingen, Wolf Greck von Kochendorff, Christof Landschad von Steinach, Johann Philipp von Helmstatt, Cuntz von Vellberg, Hans Walther von Gemmingen und der spätere Mainzer Erzbischof Wolfgang von Dalberg. Der bedeutendste Schüler war der spätere Gelehrte und Autor, der auch über den Kraichgau schrieb, David Chyträus aus Menzingen.
Die Schule ging im Dreißigjährigen Krieg unter.